# Pendung Hiang
Pendung Hiang is een bestuurslaag in het regentschap Sungai Penuh van de provincie Jambi, Indonesië. Pendung Hiang telt 885 inwoners (volkstelling 2010).